# Anne Bradstreet
Anne Bradstreet (ur. 20 marca 1612 w Northampton w Anglii, zm. 16 września 1672) – amerykańska poetka czasów kolonialnych.
Urodziła się w Anglii, ale po wyjściu za mąż zamieszkała wraz z rodziną w Massachusetts. Urodziła i wychowała ośmioro dzieci. Jej poezję jeden z członków rodziny zebrał i opublikował bez jej wiedzy ani zgody; ukazała się ona w Londynie w 1650 roku.
Stanisław Barańczak określił Bradstreet mianem „pierwszej znaczącej osobowości w literaturze amerykańskiej”.
Autorka m.in. Before the Birth of One of Her Children, To My Dear and Loving Husband (przekład polski: Do mego drogiego i kochającego męża) i Here Follows Some Verses upon the Burning of Our House.